# Дискография Pearl Jam
Дискография группы Pearl Jam.

## Дискография

### Студийные альбомы
| Информация |
| --- |
| Ten - Вышел: 27 августа 1991 - Лейбл: Epic - Продажи в США: 13 500 000 - Мировые продажи: 25 000 000 - Синглы: «Alive», «Even Flow», «Jeremy», «Oceans» - Самый успешный альбом в истории стиля гранж (после "Nevermind" от Nirvana), а также один из самых успешных альбомов альтернативного рока. - Альбом находился в первой двадцатке американского чарта «Billboard» в течение двух лет, что также является рекордом для альтернативного рока. |
| Vs. - Вышел: 19 октября 1993 - Лейбл: Epic - Продажи в США: 7 600 000 - Мировые продажи: 13 300 000 - Синглы: «Go», «Daughter», «Dissident», «Animal» - На данный момент самый быстро раскупаемый альбом в музыкальной индустрии США — в первую неделю продано более 950 тысяч копий альбома, что сделало его «платиновым» уже на девятый день продаж, а дважды «платиновым» на двадцать седьмой день. - Попал в книгу рекордов Гиннесса 1993 года, как альбом, достигший максимального количества первых мест в музыкальных чартах стран мира. Vs. дебютировал под № 1 в семи странах. - Четвертый по продажам альбом в стиле гранж, уступающий только своему предшественнику и альбомам Nevermind и In Utero группы Nirvana |
| Vitalogy - Вышел: 6 декабря 1994 - Лейбл: Epic - Продажи в США: 5 400 000 - Мировые продажи: 10 200 000 - Синглы: «Spin the Black Circle», «Not for You», «Immortality» - Один из наиболее успешных рок-альбомов года (Наряду с мультиплатиновыми релизами Nirvana, Soundgarden и Stone Temple Pilots). |
| No Code - Вышел: 27 августа 1996 - Лейбл: Epic - Продажи в США: 1 200 000 - Мировые продажи: 2 600 000 - Синглы: «Who You Are», «Hail, Hail», «Off He Goes» |
| Yield - Вышел: 3 февраля 1998 - Лейбл: Epic - Продажи в США: 1 700 000 - Мировые продажи: 3 300 000 - Синглы: «Given to Fly», «Wishlist» |
| Binaural - Вышел: 16 мая 2000 - Лейбл: Epic - Продажи в США: 800 000 - Мировые продажи: 1 518 000 - Синглы: «Nothing as It Seems», «Light Years» |
| Riot Act - Вышел: 12 ноября 2002 - Лейбл: Epic - Продажи в США: 550 000 - Мировые продажи: 1 050 000 - Синглы: «I Am Mine», «Save You», «Love Boat Captain» |
| Pearl Jam - Вышел: 2 мая 2006 - Лейбл: J - Продажи в США: 830 000 - Мировые продажи: 1 504 000 - Синглы: «World Wide Suicide», «Life Wasted», «Gone» |
| Backspacer - Вышел: 20 сентября 2009 - Лейбл: Monkeywrench(в США), Universal Music Group - Продажи в США: за первые три дня около 300 000 - Мировые продажи: пока точно неизвестны - Синглы: «The Fixer» - Первый альбом Pearl Jam, достигший №1 в британских чартах, и первый, с 1996 года, чарттопер в США - Лучшая динамика продаж в США со времен Vitalogy 1994 года выпуска |
| Lightning Bolt - Вышел: 15 октября 2013 - Лейбл: Monkeywrench - Продажи в США: - Мировые продажи: - Синглы: «Mind Your Manners», «Sirens» |
| Gigaton - Вышел: 27 марта 2020 - Лейбл: Monkeywrench |

### Концертные альбомы
| Информация |
| --- |
| Live on Two Legs - Вышел: 24 ноября 1998 - Лейбл: Epic - По информации RIAA: платиновый - Продажи в США: 1 300 000 - Мировые продажи: 3 600 000 |
| Live at Benaroya Hall - Вышел: 27 июля 2004 - Лейбл: BMG                                                                                        |
| Live in NYC 12/31/92 - Вышел: 2 мая 2006 - Лейбл: Ten Club                                                                                      |
| Live at Easy Street - Вышел: 20 июня 2006 - Лейбл: J                                                                                            |
| Live at the Gorge 05/06 - Вышел: 26 июня 2007 - Лейбл: Rhino                                                                                    |
| Live at Lollapalooza 2007 - Вышел: 18 сентября 2007 - Лейбл: только в интернете                                                                 |
| Live on Ten Legs - Вышел: 17 января 2011 - Лейбл: Universal Music                                                                               |
| 9.11.2011 Toronto, Canada - Вышел: 10 ноября 2011 - Лейбл: Monkeywrench                                                                         |

### «Официальные» бутлеги
Во время тура 2000 года гитаристу Стоуну Госсарду пришла идея, осуществив которую, можно было «задушить» производителей нелегальных концертных бутлегов Pearl Jam. В 2000 году было выпущено сразу несколько десятков бутлегов, записанных после каждого концерта. Каждый выпущенный бутлег распространялся локально — в случае европейского турне, выпускалось по одному бутлегу на страну. В то время, как в америке был выпущен в среднем 1 бутлег на штат. Общий тираж бутлегов составил более 5 миллионов копий.
- Asterisk (*) denote Ape/Man shows

| Europe Bootlegs Released: September 26, 2000 - 1 5/23/00, Estádio do Restelo, Lisbon, Portugal - 2 5/25/00, Palau Sant Jordi, Barcelona, Spain - 3 5/26/00, Velodromo de Anoeta, San Sebastian, Spain - 4 5/29/00, Wembley Arena, London, England - 5 5/30/00, Wembley Arena, London, England * - 6 6/1/00, The Point Theatre, Dublin, Ireland - 7 6/3/00, SECC, Glasgow, Scotland - 8 6/4/00, Manchester Evening News Arena, Manchester, England - 9 6/6/00, Cardiff International Arena, Cardiff, Wales * - 10 6/8/00, Palais Omnisports de Paris-Bercy, Paris, France * - 11 6/9/00, Rock am Ring, Nürburg, Germany - 12 6/11/00, Rock im Park, Nuremberg, Germany - 13 6/12/00, Pinkpop, Landgraaf, Netherlands - 14 6/14/00, Paegas Arena, Prague, Czech Republic - 15 6/15/00, Spodek, Katowice, Poland - 16 6/16/00, Spodek, Katowice, Poland * - 17 6/18/00, Residenzplatz, Salzburg, Austria - 18 6/19/00, Hala Tivoli, Ljubljana, Slovenia - 19 6/20/00, Arena di Verona, Verona, Italy * - 20 6/22/00, FILA Forum Arena, Milan, Italy * - 21 6/23/00, Hallenstadion, Zurich, Switzerland - 22 6/25/00, Wuhlheide, Berlin, Germany - 23 6/26/00, Alsterdorfer Sporthalle, Hamburg, Germany - 24 6/28/00, Sjöhistoriska Museet, Stockholm, Sweden - 25 6/29/00, Spektrum, Oslo, Norway | North America Leg 1 Bootlegs Released: February 27, 2001 - 26 8/3/00, GTE Virginia Beach Amphitheater, Virginia Beach, Virginia - 27 8/4/00, Blockbuster Pavilion, Charlotte, North Carolina - 28 8/6/00, Greensboro Coliseum, Greensboro, North Carolina - 29 8/7/00, Philips Arena, Atlanta, Georgia * - 30 8/9/00, Mars Music Amphitheatre, West Palm Beach, Florida - 31 8/10/00, Mars Music Amphitheatre, West Palm Beach, Florida - 32 8/12/00, Ice Palace, Tampa, Florida * - 33 8/14/00, New Orleans Arena, New Orleans, Louisiana - 34 8/15/00, Pyramid Arena, Memphis, Tennessee - 35 8/17/00, AmSouth Amphitheater, Antioch, Tennessee - 36 8/18/00, Deer Creek Music Center, Noblesville, Indiana - 37 8/20/00, Riverbend Music Center, Cincinnati, Ohio - 38 8/21/00, Polaris Amphitheater, Columbus, Ohio * - 39 8/23/00, Jones Beach Amphitheater, Wantagh, New York - 40 8/24/00, Jones Beach Amphitheater, Wantagh, New York * - 41 8/25/00, Jones Beach Amphitheater, Wantagh, New York * - 42 8/27/00, Saratoga Performing Arts Center, Saratoga Springs, New York - 43 8/29/00, Tweeter Center Boston, Mansfield, Massachusetts * - 44 8/30/00, Tweeter Center Boston, Mansfield, Massachusetts - 45 9/1/00, Blockbuster Music Entertainment Centre, Camden, New Jersey - 46 9/2/00, Blockbuster Music Entertainment Centre, Camden, New Jersey - 47 9/4/00, Merriweather Post Pavilion, Columbia, Maryland - 48 9/5/00, Post-Gazette Pavilion, Burgettstown, Pennsylvania | North America Leg 2 Bootlegs Released: March 27, 2001 - 49 10/4/00, Molson Centre, Montreal, Quebec, Canada - 50 10/5/00, Air Canada Centre, Toronto, Ontario, Canada - 51 10/7/00, The Palace of Auburn Hills, Auburn Hills, Michigan * - 52 10/8/00, Alpine Valley Music Theatre, East Troy, Wisconsin - 53 10/9/00, Allstate Arena, Rosemont, Illinois * - 54 10/11/00, Riverport Amphitheater, Maryland Heights, Missouri - 55 10/12/00, Sandstone Amphitheater, Bonner Springs, Kansas - 56 10/14/00, Cynthia Woods Mitchell Pavilion, The Woodlands, Texas - 57 10/15/00, Cynthia Woods Mitchell Pavilion, The Woodlands, Texas - 58 10/17/00, Smirnoff Music Centre, Dallas, Texas - 59 10/18/00, United Spirit Arena, Lubbock, Texas - 60 10/20/00, Mesa Del Sol Amphitheatre, Albuquerque, New Mexico - 61 10/21/00, Desert Sky Pavilion, Phoenix, Arizona - 62 10/22/00, MGM Grand Arena, Las Vegas, Nevada * - 63 10/24/00, Greek Theatre, Los Angeles, California - 64 10/25/00, San Diego Sports Arena, San Diego, California * - 65 10/27/00, Selland Arena, Fresno, California - 66 10/28/00, Blockbuster Pavilion, Devore, California - 67 10/30/00, Sacramento Valley Amphitheater, Marysville, California - 68 10/31/00, Shoreline Amphitheatre, Mountain View, California - 69 11/2/00, Rose Garden Arena, Portland, Oregon - 70 11/3/00, Idaho Center, Nampa, Idaho * - 71 11/5/00, KeyArena, Seattle, Washington - 72 11/6/00, KeyArena, Seattle, Washington * |  |

### Мини-альбом
| Информация |
| --- |
| Merkin Ball - Вышел: 5 декабря 1995 - Лейбл: Epic - По информации RIAA: золотой - Продажи в США: 650 000 - Мировые продажи: 940 000 |

### Сборники
| Информация |
| --- |
| Lost Dogs - Вышел: 11 ноября 2003 - Лейбл: Epic - По информации RIAA: золотой - Продажи в США: 830 000 - Мировые продажи: 2 600 000                                     |
| Rearviewmirror (Greatest Hits 1991–2003) - Вышел: 16 ноября 2004 - Лейбл: Epic - По информации RIAA: платиновый - Продажи в США: 1 760 000 - Мировые продажи: 3 700 000 |

### Рождественские синглы
Начиная с 1991 года, Pearl Jam выпускали специальный подарочный релиз. Ежегодно, 25 февраля, каждый фанат Pearl Jam, состоящий в их официальном фан-клубе, обнаруживал в своём почтовом ящике рождественский подарок от любимой группы — бесплатный сингл.
| Год  | Название         | Лейбл        | Трек-лист                                                                                      |
| 1991 | Xmas Single 1991 | Epic Records | - «Let Me Sleep» - «Ramblings»                                                                 |
| 1992 | Xmas Single 1992 | Epic Records | - «Sonic Reducer» - «Ramblings II»                                                             |
| 1993 | Xmas Single 1993 | Epic Records | - «Angel» - «Ramblings III»                                                                    |
| 1995 | Xmas Single 1995 | Epic Records | - «History Never Repeats» - «Sonic Reducer» - «Swallow My Pride» - «My Way»                    |
| 1996 | Xmas Single 1996 | Epic Records | - «Olympic Platinum» - «Smile»                                                                 |
| 1997 | Xmas Single 1997 | Epic Records | - «Happy When I’m Crying» - «Live For Today»                                                   |
| 1998 | Xmas Single 1998 | Epic Records | - «Soldier Of Love» - «Last Kiss»                                                              |
| 1999 | Xmas Single 1999 | Epic Records | - «Strangest Tribe» - «Drifting»                                                               |
| 2000 | Xmas Single 2000 | Epic Records | - «Crown Of Thorns» - «Can´t Help Falling In Love Again»                                       |
| 2001 | Xmas Single 2001 | Epic Records | - «Last Soldier» - «Indifference» - «Gimme Some Truth» - «I Just Want To Have Something To Do» |
| 2002 | Xmas Single 2002 | Epic Records | - «Don’t Believe In Christmas» - "Sleepless Nights                                             |
| 2003 | Xmas Single 2003 | Epic Records | - «Reach Down» - «I Believe In Miracles»                                                       |
| 2004 | Xmas Single 2004 | Epic Records | - «Someday at Christmas» - «Better man»                                                        |
| 2005 | Xmas Single 2005 | J Records    | - «Little sister» - «Gone» (demo)                                                              |
| 2006 | Xmas Single 2006 | J Records    | - «Love Reign O’er Me» - «Rockin' In The Free World»                                           |
| 2007 | Xmas Single 2007 | J Records    | - «Santa God» - «Jingle Bells»                                                                 |

## Чартовые позиции

### Студийные альбомы
| 1991                         | Ten        | 2 | 11 | 31 | 20 | 2 | 15 | 41 | 10 | 8 | 3 | 9  | 18 | US: Тринадцать раз платиновый CAN: Семь раз платиновый UK: Золотой AUS: Семь раз платиновый |
| 1993                         | Vs.        | 1 | 1  | 7  | —  | 1 | 8  | —  | 1  | 1 | 1 | 1  | 2  | US: Семь раз платиновый CAN: Пять раз платиновый UK: Золотой                                |
| 1994                         | Vitalogy   | 1 | 1  | 7  | —  | 2 | 8  | —  | 7  | 7 | 1 | 1  | 4  | US: Пять раз платиновый CAN: Пять раз платиновый UK: Золотой                                |
| 1996                         | No Code    | 1 | 1  | 3  | 6  | 1 | 6  | —  | 5  | 3 | 1 | 1  | 3  | US: Платиновый CAN: Дважды платиновый                                                       |
| 1998                         | Yield      | 2 | 1  | 4  | 3  | 2 | 4  | —  | 4  | 1 | 1 | 3  | 7  | US: Платиновый CAN: Дважды платиновый UK: Серебряный AUS: Платиновый                        |
| 2000                         | Binaural   | 2 | 1  | 8  | 5  | 2 | 4  | 6  | 5  | 2 | 1 | 6  | 5  | US: Платиновый CAN: Платиновый AUS: Платиновый                                              |
| 2002                         | Riot Act   | 5 | 1  | 24 | 12 | 4 | 13 | 9  | 23 | 3 | 2 | 13 | 34 | US: Золотой CAN: Платиновый AUS: Платиновый                                                 |
| 2006                         | Pearl Jam  | 2 | 2  | 3  | 2  | 2 | 4  | 4  | 2  | 4 | 2 | 6  | 5  | US: Золотой CAN: Платиновый AUS: Платиновый                                                 |
| 2009                         | Backspacer | 1 | 1  | 1  | 1  | 1 | 1  | 1  | 1  | 1 | 1 | 1  | 1  |                                                                                             |
| "—" альбом не попал в чарты. |            |   |    |    |    |   |    |    |    |   |   |    |    |                                                                                             |

### Синглы
| 1991                                           | «Alive»                 | —  | 16 | 18 | 9  | —  | 44 | 13 | 19 | —  | 20 | —  | 16  |                                           | Ten                                               |
| 1992                                           | «Even Flow»             | —  | 3  | 21 | 22 | 74 | —  | —  | —  | —  | 20 | —  | 27  |                                           | Ten                                               |
| 1992                                           | «Jeremy»                | 79 | 5  | 5  | —  | 32 | 93 | 10 | 59 | —  | 34 | —  | 15  | - RIAA: Золотой                           | Ten                                               |
| 1992                                           | «Oceans»                | —  | —  | —  | —  | —  | —  | —  | 30 | —  | 16 | —  | —   |                                           | Ten                                               |
| 1993                                           | «Go»                    | —  | 3  | 8  | 22 | —  | 96 | —  | 21 | 5  | 2  | —  | 190 |                                           | Vs.                                               |
| 1993                                           | «Daughter»              | 97 | 1  | 1  | 18 | 16 | —  | 4  | 46 | —  | 11 | —  | 18  |                                           | Vs.                                               |
| 1994                                           | «Animal»                | —  | 21 | —  | 30 | —  | —  | —  | —  | —  | 7  | —  | —   |                                           | Vs.                                               |
| 1994                                           | «Dissident»             | —  | 3  | —  | —  | —  | 97 | 7  | 14 | 2  | —  | —  | 14  |                                           | Vs.                                               |
| 1994                                           | «Spin the Black Circle» | 18 | 16 | 11 | 3  | —  | 92 | 6  | 21 | 5  | 2  | 16 | 10  |                                           | Vitalogy                                          |
| 1995                                           | «Not for You»           | —  | 12 | 38 | 29 | —  | —  | 26 | —  | —  | 10 | —  | 34  |                                           | Vitalogy                                          |
| 1995                                           | «Immortality»           | —  | 10 | 31 | —  | 62 | —  | —  | —  | —  | 29 | —  | —   |                                           | Vitalogy                                          |
| 1995                                           | «I Got Id»              | 7  | 2  | 3  | 2  | 78 | —  | 29 | 38 | 5  | 17 | 14 | 25  | - RIAA: Золотой                           | Merkin Ball                                       |
| 1996                                           | «Who You Are»           | 31 | 5  | 1  | 5  | 4  | —  | 19 | 47 | 7  | 17 | 26 | 18  |                                           | No Code                                           |
| 1996                                           | «Hail, Hail»            | —  | 9  | 9  | 31 | —  | —  | —  | —  | —  | —  | —  | —   |                                           | No Code                                           |
| 1996                                           | «Off He Goes»           | —  | 34 | 31 | 46 | 36 | —  | —  | —  | —  | —  | —  | —   |                                           | No Code                                           |
| 1998                                           | «Given to Fly»          | 21 | 1  | 3  | 13 | 24 | 67 | 18 | 36 | 6  | 12 | 29 | 12  | - ARIA: Золотой                           | Yield                                             |
| 1998                                           | «Wishlist»              | 47 | 6  | 6  | 48 | —  | —  | —  | —  | —  | —  | —  | 30  |                                           | Yield                                             |
| 1999                                           | «Last Kiss»             | 2  | 5  | 2  | 1  | 2  | —  | —  | 77 | —  | 19 | —  | 42  | - RIAA: Золотой - ARIA: Трижды платиновый | No Boundaries: A Benefit for the Kosovar Refugees |
| 2000                                           | «Nothing as it Seems»   | 49 | 3  | 10 | 7  | —  | 98 | 27 | 33 | 5  | 42 | 40 | 22  |                                           | Binaural                                          |
| 2000                                           | «Light Years»           | —  | 17 | 26 | —  | —  | —  | —  | —  | —  | —  | —  | 52  |                                           | Binaural                                          |
| 2002                                           | «I am Mine»             | 43 | 7  | 6  | 12 | 2  | 60 | 35 | 58 | 10 | 48 | 29 | 26  | - ARIA: Золотой                           | Riot Act                                          |
| 2003                                           | «Save You»              | —  | 23 | 29 | —  | 17 | —  | —  | —  | —  | —  | —  | —   |                                           | Riot Act                                          |
| 2003                                           | «Love Boat Captain»     | —  | —  | —  | 29 | 16 | —  | —  | —  | —  | —  | —  | 110 |                                           | Riot Act                                          |
| 2003                                           | «Man of the Hour»       | —  | —  | —  | —  | —  | —  | —  | —  | —  | —  | —  | —   |                                           | Big Fish: Music from the Motion Picture           |
| 2006                                           | «World Wide Suicide»    | 41 | 2  | 1  | —  | —  | —  | —  | —  | —  | —  | —  | —   |                                           | Pearl Jam                                         |
| 2006                                           | «Life Wasted»           | —  | 13 | 10 | —  | —  | —  | —  | —  | —  | —  | —  | 110 |                                           | Pearl Jam                                         |
| 2006                                           | «Gone»                  | —  | —  | 40 | —  | —  | —  | —  | —  | —  | —  | —  | —   |                                           | Pearl Jam                                         |
| 2007                                           | «Love, Reign o'er Me»   | —  | 32 | —  | —  | —  | —  | —  | —  | —  | —  | —  | —   |                                           |                                                   |
| 2009                                           | «The Fixer»             | 56 | 10 | 3  | 27 | 14 | —  | —  | —  | —  | 11 | —  | 93  |                                           | Backspacer                                        |
| "—" сингл в чарт не попал либо не был выпущен. |                         |    |    |    |    |    |    |    |    |    |    |    |     |                                           |                                                   |

### Прочие песни
| 1993                        | "Black"                                                   | 3  | 20 | —  | Ten                                           |
| 1993                        | "Crazy Mary"                                              | 26 | 8  | —  | Sweet Relief: A Benefit for Victoria Williams |
| 1994                        | "Elderly Woman Behind the Counter in a Small Town"        | 23 | 17 | —  | Vs.                                           |
| 1994                        | "Glorified G"                                             | 39 | —  | —  | Vs.                                           |
| 1994                        | "Yellow Ledbetter"                                        | 21 | 26 | —  | "Jeremy" single                               |
| 1994                        | "Tremor Christ"                                           | 16 | 16 | 67 | Vitalogy                                      |
| 1995                        | "Better Man"                                              | 1  | 2  | 9  | Vitalogy                                      |
| 1995                        | "Corduroy"                                                | 22 | 13 | —  | Vitalogy                                      |
| 1996                        | "Leaving Here"                                            | 24 | 31 | —  | Home Alive: The Art of Self Defense           |
| 1996                        | "Red Mosquito"                                            | 37 | —  | —  | No Code                                       |
| 1998                        | "In Hiding"                                               | 14 | 13 | —  | Yield                                         |
| 1998                        | "Do the Evolution"                                        | 40 | 33 | 50 | Yield                                         |
| 1998                        | "Elderly Woman Behind the Counter in a Small Town" (live) | 21 | 26 | 27 | Live on Two Legs                              |
| 2009                        | "Brother"                                                 | 5  | 1  | 60 | Ten (переиздание)                             |
| "—" песня не попала в чарт. |                                                           |    |    |    |                                               |

## Фильмы, DVD
| Информация                                                                                         |
| -------------------------------------------------------------------------------------------------- |
| Single Video Theory - Вышел: 4 августа 1998 - Лейбл: Epic - По информации RIAA: ▲ платиновый       |
| Touring Band 2000 - Вышел: 1 мая 2001 - Лейбл: Epic - По информации RIAA: ▲ платиновый             |
| Live at the Showbox - Вышел: 7 мая 2003 - Лейбл: Ten Club - По информации RIAA: ограниченный тираж |
| Live at the Garden - Вышел: 11 ноября 2003 - Лейбл: Epic - По информации RIAA: ▲ 3 раза платиновый |
| Immagine in Cornice - Вышел: 16 ноября 2004 - Лейбл: Rhino - По информации RIAA: ▲ золотой         |

## Видеоклипы
| Год  | Название                               | Режиссёр                      |
| ---- | -------------------------------------- | ----------------------------- |
| 1991 | «Alive»                                | Джон Тафт                     |
| 1991 | «Jeremy» (Альтернативная версия)[I]    | Крис Каффаро                  |
| 1992 | «Even Flow»                            | Джон Тафт                     |
| 1992 | «Even Flow» (Альтернативная версия)[I] | Рокки Шенк                    |
| 1992 | «Jeremy»                               | Марк Пеллингтон               |
| 1992 | «Oceans»                               | Джон Тафт                     |
| 1998 | «Do the Evolution»                     | Тод МакФарлейн Кевин Альтиери |
| 2002 | «I Am Mine»                            | Джеймс Фрост                  |
| 2002 | «Save You»                             | Джеймс Фрост                  |
| 2002 | «Love Boat Captain»                    | Джеймс Фрост                  |
| 2002 | «Thumbing My Way»                      | Джеймс Фрост                  |
| 2002 | «1/2 Full»                             | Джеймс Фрост                  |
| 2006 | «World Wide Suicide»                   | Дэнни Клинч                   |
| 2006 | «Life Wasted»                          | Фернандо Аподака              |
| 2009 | "The Fixer"                            | Кэмерон Кроу                  |